# Sascha Sauer
Sascha Sauer (Bremerhaven, 31 dicembre 1981) è un ex giocatore di football americano tedesco che ha giocato come offensive lineman.

## Palmarès
- 1 Europeo (2014)
- 2 EFL Bowl (Kiel Baltic Hurricanes, 2014, 2015)
- 1 German Bowl (Kiel Baltic Hurricanes, 2010)